# Jean Trévoux
Pour les articles homonymes, voir Trévoux (homonymie).
Jean Claudius Marie Trévoux, né le 27 février 1905 au Petit-Quevilly (Seine-Inférieure) et mort le 29 avril 1981 à Mexico, est un pilote de rallye français, essentiellement reconnu pour ses 4 victoires au Rallye Monte-Carlo (une comme copilote, les trois autres comme pilote).

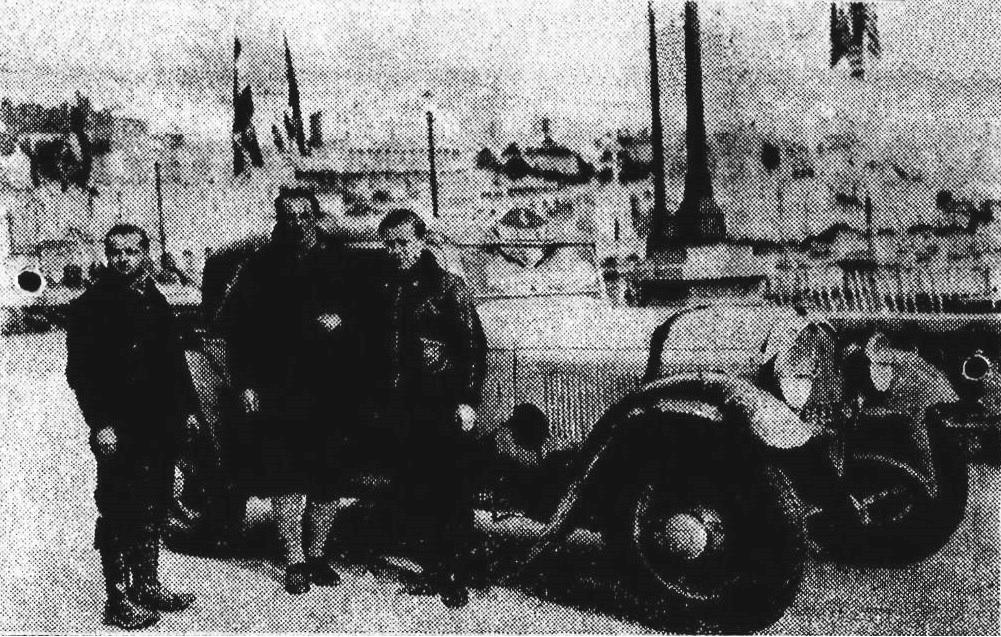
Louis Gas (à G) et Jean Trévoux (au centre), vainqueurs du rallye Monte-Carlo 1934, sur Hotchkiss.

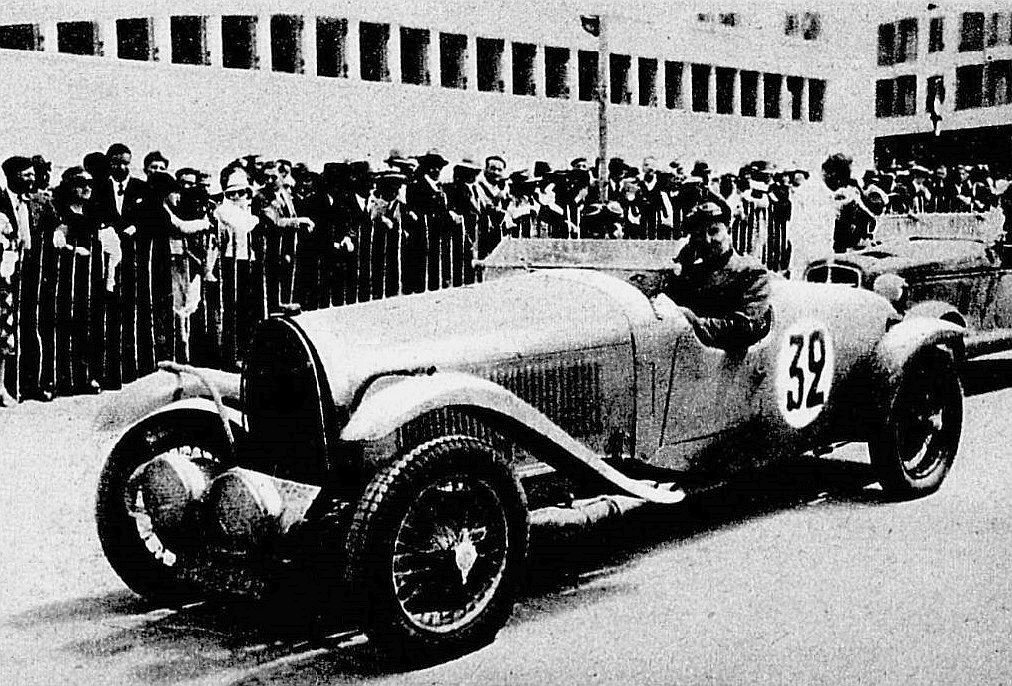
Jean Trévoux, vainqueur du rallye de l'Automobile Club du Maroc en mai 1935, sur Bugatti 3.0 l.

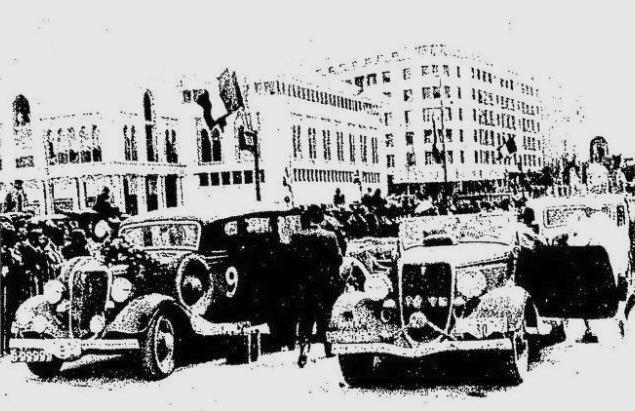
Arrivée du rallye du Maroc 1935 sur la place administrative de Casablanca.

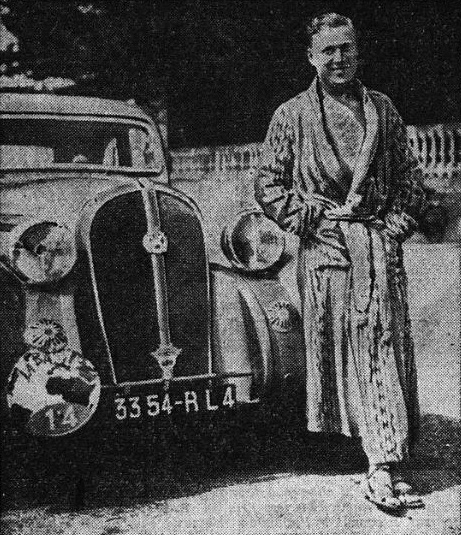
Jean Trévoux vainqueur du rallye international de La Baule, en 1938.

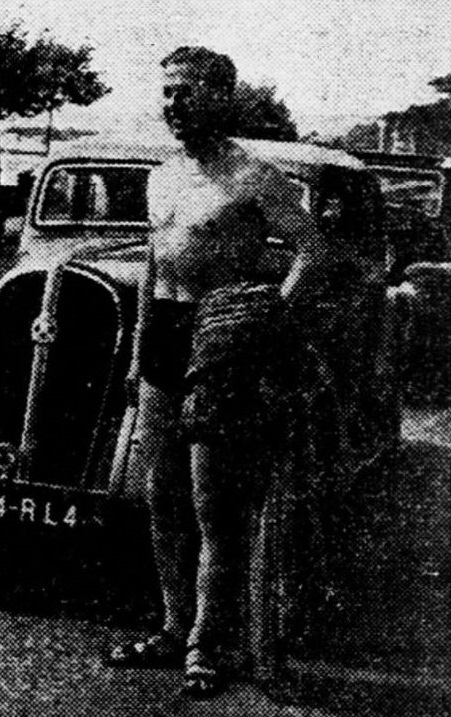
Jean Trévoux, toujours à La Baule en 1938.

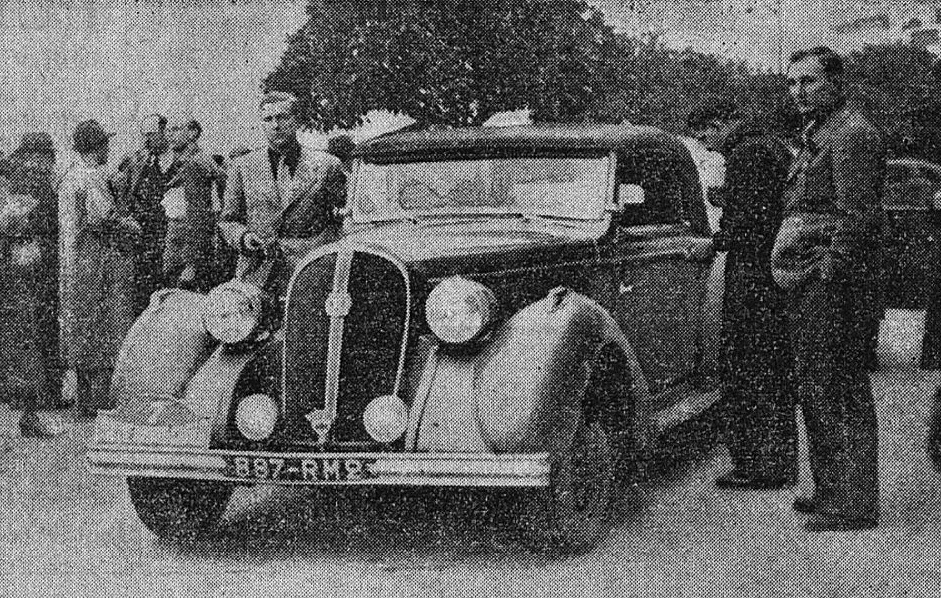
Jean Trévoux et Marcel Lesurque, vainqueurs du rallye Monte-Carlo 1939 sur Hotchkiss 686 GS Riviera.

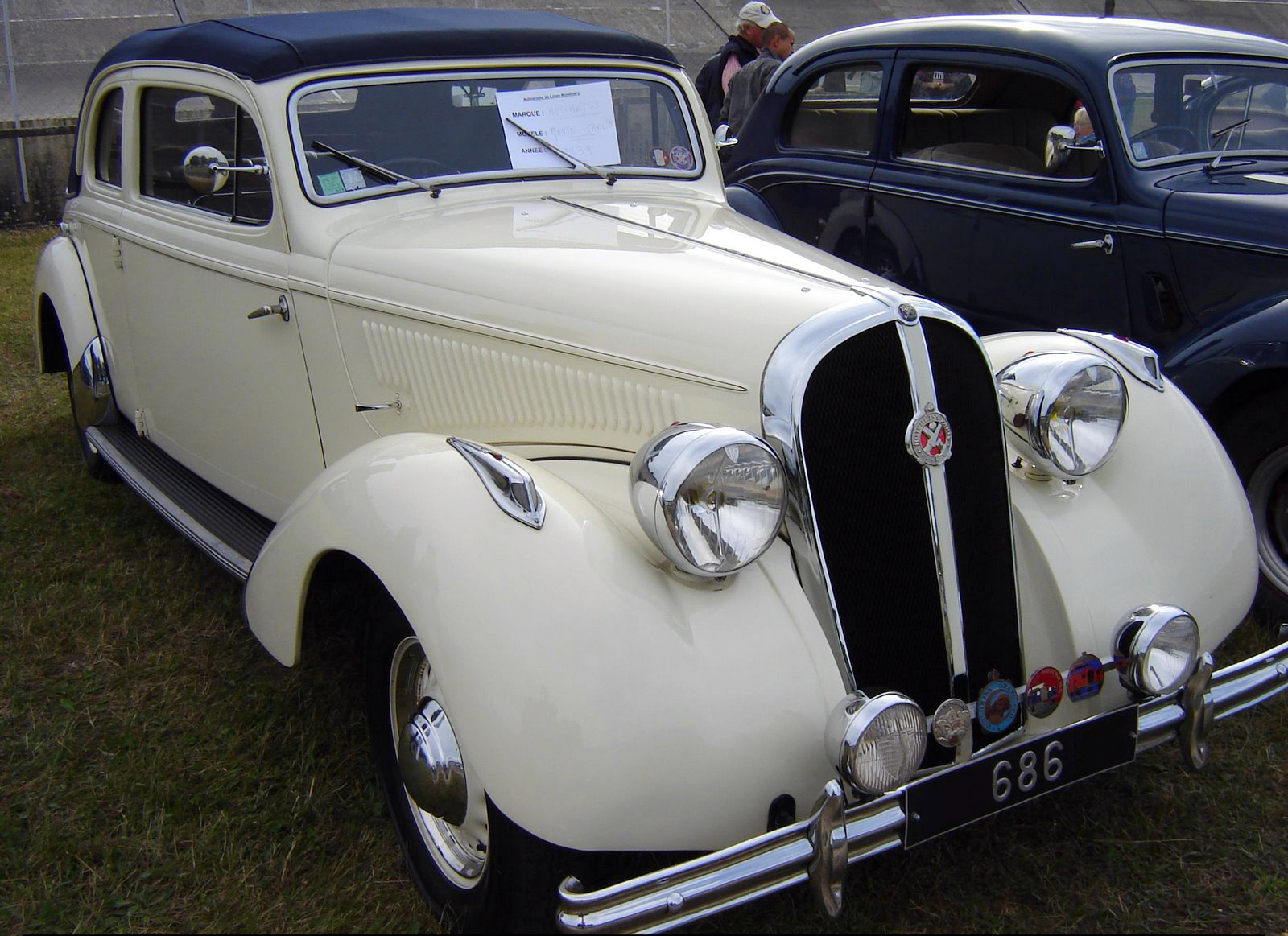
La Hotchkiss 686 GS Riviera Monte-Carlo de 1939.

## Biographie
En 1936, il dispute la saison comme pilote en catégorie Sport sur Riley Sprite TT 1,5 l L4 (catégorie 1 500 cm3). Il pilotera cette voiture aux 24 Heures du Mans l'année suivante avec Guy Lapchin (Écurie Eudel). Il réalise un total de quatre courses avec ce même constructeur au Mans entre 1934 et 1937, les meilleurs résultats étant douzième en 1934 au classement général et  septième en 1935 avec René Carrière. 
En 1938 il est encore au Mans pour la septième fois consécutive depuis 1932,  cette fois sur Talbot T150C 4,0 l L6 (châssis 82933), équipier avec Pierre Levegh. Il revient dans la Sarthe une dernière fois avant-guerre en 1939 avec Joseph Paul (son covainqueur du rallye Monte-Carlo la même année), sur Delahaye 135CS 3,6 l L6 pour l'écurie Francia. 
En 1935, il est associé à Luigi Chinetti déjà multiple lauréat en endurance pour participer au Rallye Monte Carlo, sur Alfa Romeo.
En 1936, il participe au Grand Prix de l'A.C.F. sur Riley TT Sprite (14e).
En 1941, avec la Talbot T150C (châssis 90130), il part aux 500 miles d'Indianapolis avec Talbot/Schell, pour l'écurie Chinetti (mais ne dispute pas la course).
Après-guerre, il reprend définitivement le volant en compétitions de rallyes, où il avait débuté.
Il revient, cependant, au Mans une ultime fois en 1949 pour la première édition de la reprise de l'épreuve, associé alors à Marcel Lesurque en courant pour l'écurie d'Amédée Gordini, sur Simca-Gordini TMM 1,1 l L4 (neuvième participation en 17 ans).
Il a participé aux cinq éditions de la Carrera Panamericana Race, mexicaine (dite Pan Am), de 1950 à 1954, débutant sur Delahaye, terminant cinquième en 1951 sur Packard Patrician, et faisant carrosser sa Packard par Rocco Motto (Howard Johansen y incorporant la motorisation) à compter de 1953.
Il ouvre un restaurant à Mexico à la fin des années 1940 (Restaurant Bar La Cucaracha (en emblème sur sa Packard), dans la Cucaral Via), après avoir épousé une mexicaine, à son arrivée au Mexique en 1946.
À compter de 1955, il devint importateur de la marque Renault à Mexico, sous le nom de société Autos Francia (puis devint importateur au Mexique pour Peugeot).
Il coure une toute dernière fois au Grand Prix d'Avandaro, en 1957 sur Renault Dauphine.
Ayant démarré la compétition automobile en 1931, il a obtenu un total de 27 podiums.

## Palmarès

### Copilote
- 1930 : Criterium International de Tourisme Paris-Nice, sur Delage (équipage no 32, comme copilote)
- 1932 : Criterium International de Tourisme Paris-Nice (toujours comme copilote, sur Bugatti 3-litre T35 T châssis 4761 cette fois)
- 1934 : Rallye Monte-Carlo (copilote de Louis Gas, sur Hotchkiss AM 80S, départ d'Athènes)

### Pilote
- 1932 : Côte de la Turbie, dans le cadre du Critérium Paris-Nice, sur Bugatti-Dunlop[2]
- 1934 : Criterium International de Tourisme Paris-Nice (pilote sur Hotchkiss ; 12e éd.)
- 1935 : Rallye du Maroc (sur Bugatti 3-litre ;  copilote Marcel Lesurque) (2e édition)
- 1936 : Grand Prix de l'A.C.F. en Catégorie I (2L.), sur Riley TT Sprite[3]
- 1937 : Rallye du Maroc (sur Hotchkiss ;  copilote Marcel Lesurque) (3e édition)
- 1938 : Rallye international de La Baule (sur Hotchkiss, départ de Rome)[4];
- 1939 : Covainqueur du Rallye Monte-Carlo (sur Hotchkiss 686 GS Rivera (3 485 cm3) ; copilote Marcel Lesurque. L'autre équipage lauréat étant Joseph Paul  associé à Marcel Contet, sur Delahaye 135 M)
- 1939 (août) : Liège-Rome-Liège (sur Hotchkiss  686 GS (3 485 cm3) ; dernière compétition mondiale automobile majeure, avant le déclenchement de la 2e guerre mondiale. Les équipages allemands étaient alors inscrits en grand nombre, dans la compétition. 1ers ex-æquos avec Trasenster/Breyre, sur Bugatti 3000.
- 1949 : Rallye Monte-Carlo (sur Hotchkiss 686 GS ; copilote Marcel Lesurque, de nouveau)
- 1951 : Rallye Monte-Carlo (sur Delahaye 175 S ; copilote Roger Crovetto)
- Podiums:
  - 2e du GP de Tourisme d'Alger : 1934 (Hotchkiss)
  - 2e du GP du RACB des 10 Heures de Spa-Francorchamps : 1934 (Hotchkiss 3 500 cm3 ; avec Maurice Vasselle, lui double vainqueur du Monte-Carlo, en 1932 et 1933)
  - 2e du Criterium International de Tourisme Paris-Nice : 1935 (13e ed.)
  - 2e du GP Sport de la Marne : 1935 (et vainqueur de classe 3,0 l, avec une Bugatti Type 44)
  - 2e du Rallye Monte-Carlo : 1938 (Hotchkiss)
  - 3e du Criterium International de Tourisme Paris-Nice : 1931, sur Bugatti 2,3 l[5]
  - 3e du Criterium International de Tourisme Paris-Nice : 1937 (15e ed.)
  - 3e du rallye Lyon-Chamonix : février 1938 (et vainqueur alors de la Coupe-Challenge de Monte-Carlo, sur Hotchkiss)[6]
  - 3e du Criterium International de Tourisme Paris-Nice : 1938 (16e ed.)[7]
  - 3e des Coupes de Paris : 1938 (sport, à handicap)

(nb: 5e des 500 kilomètres de Brooklands, en 1937 associé à l'anglais Arthur Dobson sur Riley 1,5 l)
- Participations à la Panaméricaine:
  - 1950 Jean Trevoux & André Mariotti (Fra-Fra) sur Delahaye 175S 1950 no 19 (9e)
  - 1951 Jean Trevoux & Marcel Lesurque (Fra-Fra) sur Packard Patrician no 48 (5e)
  - 1952 Jean Trevoux (Fra) sur Packard Patrician no 106 (15e)
  - 1953 Jean Trevoux & Jean Bachereux (Fra-Fra) sur Packard Motto Special no 9 (abandon)
  - 1954 Jean Trevoux & Armando González (Fra-Mex) sur Packard Motto Special no 9 (13e)

(remarque : en 1953, il fit personnellement venir Louis Rosier dans la compétition, ce dernier terminant alors 5e, dans la Lago-Talbot sports-racer no 6)